# Hewitt, Quận Marathon, Wisconsin
Hewitt là một thị trấn thuộc quận Marathon, tiểu bang Wisconsin, Hoa Kỳ. Năm 2010, dân số của thị trấn này là 600 người.